# Circuit de la Châtre
Der Circuit de la Châtre ist eine teilpermanente Rennstrecke bei La Châtre im Département Indre in der französischen Region Centre-Val de Loire. Der heute vorrangig für Clubsportzwecke benutzte Kurs besteht seit fast 70 Jahren und war in den 1980er Jahren Austragungsort der französischen Runde der Formel 3 Europameisterschaft.

## Geschichte
Der Circuit wurde am 17. Juni 1956 eröffnet. Er bestand aus einem Abschnitt der Landstraße D940, der über zwei zusätzliche für Rennzwecke gebaute Abschnitte die Form eines langgestreckten Dreieckskurses bekam. 1978 bekam der Kurs eine Streckenverlängerung mit mehreren Kurzanbindungen auf 2,3 km und eine erste Boxengasse mit Garagen. Ab 1996 wurde lediglich dieser permanente Teil der Strecke für Veranstaltungen und Fahrerschulungen verwendet. Erst fünf Jahre später wurde die volle teilpermanente Strecke wieder in Betrieb genommen.

## Veranstaltungen
Von 1964 bis 1988 fanden regelmäßig Läufe zur französischen Formel 3 Meisterschaft auf der Strecke statt. Von 1980 bis 1984 übernahm der Kurs auch die Ausrichtung der französischen Runde der Formel 3 Europameisterschaft vom Circuit de Croix-en-Ternois. Bis Ende 1995 fanden dann nur noch Nationale und Club-Events auf der Strecke statt, bis der Kurs aufgrund gestiegener Sicherheitsanforderungen seine nationale Streckenlizenz für Rennsportveranstaltungen verlor.
Der permanente Teil des Kurses wurde danach noch für Trackdays und lokale Rennfahrerschulen verwendet. 2001 war der Kurs Schauplatz einer Auftaktsonderprüfung der Rallye Dakar. Seit diesem Jahr findet auch einmal im Jahr mit dem AutoRetroSport Event eine Veranstaltung mit Demonstrationsläufen auf dem kompletten teilpermanenten Kurs statt.